# Kaali kraater

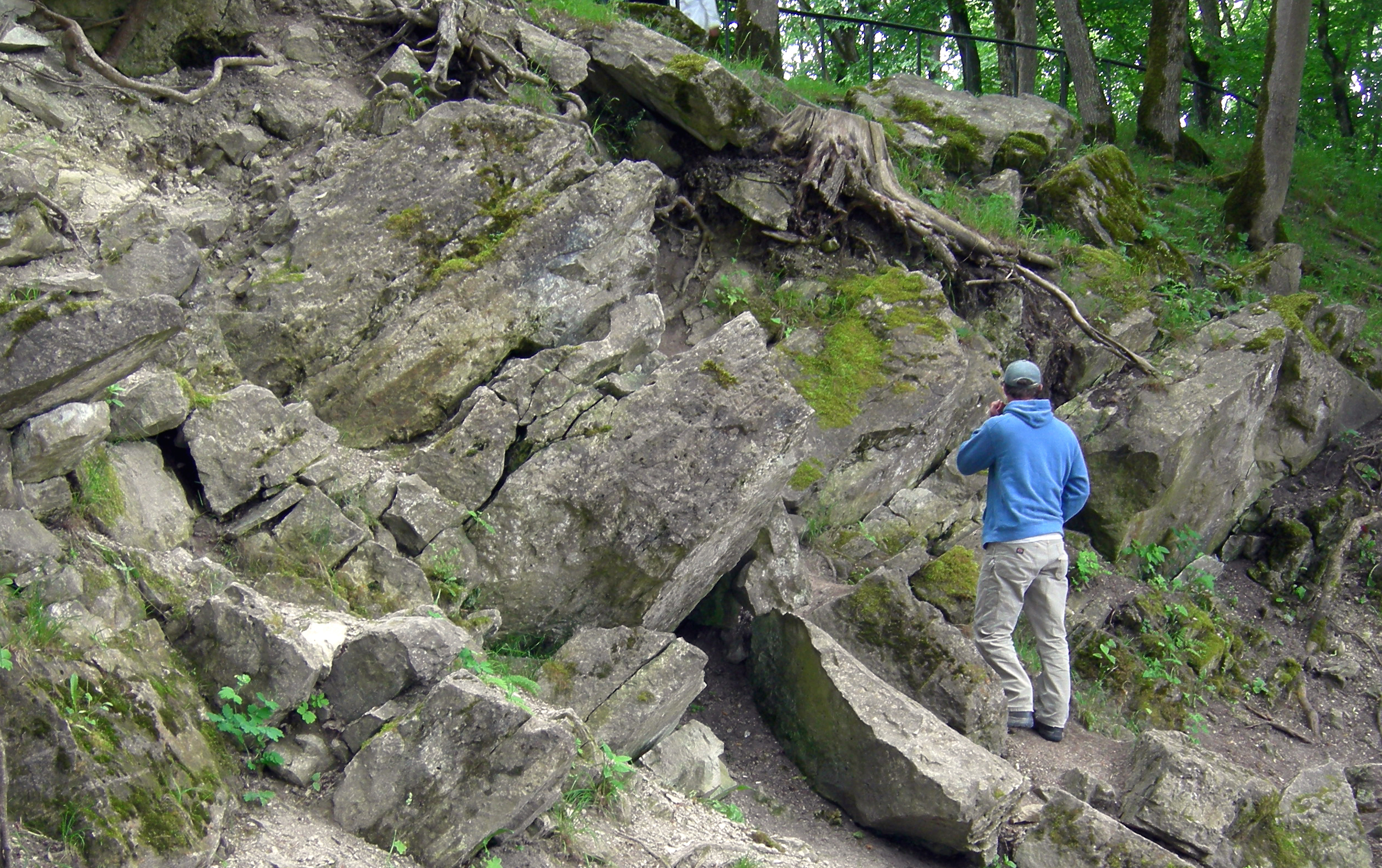
Nachylone warstwy dolomitów wewnątrz krateru

Kaali kraater – krater uderzeniowy na wyspie Sarema w Estonii, w pobliżu wsi Kaali. Impaktowe pochodzenie krateru zostało stwierdzone w latach 20. XX wieku. Głównemu kraterowi towarzyszy osiem mniejszych, o średnicach od 12 do 40 metrów. Jezioro meteorytowe wypełniające krater nosi nazwę Kaalijärv i położone jest w głównym kraterze Kaali. Jezioro jest okrągłe, jego wielkość jest zmienna w zależności od pory roku i opadów. Ma od 60 do 30 m średnicy i głębokość od 6 do 1 m; otacza je wał ziemny. Cały krater ma średnicę 110 metrów i głębokość 22 metrów.

## Pochodzenie krateru
Wiek kraterów jest oceniany na około 4000 lat. Zostały one utworzone przez upadek żelaznego meteoroidu typu IAB, o początkowej masie rzędu 1000 ton, który wtargnął w atmosferę z północnego wschodu pod kątem około 35°. Największy fragment o masie około 450 ton uderzył w podłoże z sylurskich dolomitów, tworząc główny krater. W miejscu spadku zostało znalezione łącznie 2,5 kilograma meteorytów.
Okoliczny materiał skalny nie zawiera osadów morskich, zatem kratery nie mogły powstać wcześniej niż 10 000 lat temu, gdy Sarema wynurzyła się z Bałtyku. Datowanie na podstawie osadów torfowych pozwoliło oszacować ich powstanie na rok około 5500 p.n.e. Nowsze pomiary (datowanie radiowęglowe torfu wzbogaconego w iryd) wskazują, że uderzenie miało miejsce 800–400 lat p.n.e.

## Skutki środowiskowe i kulturowe
Uderzenie, które utworzyło krater i jezioro Kaalijärv wyzwoliło energię ∼20 kiloton trotylu, czyli taką jak bomba atomowa, która zniszczyła Nagasaki. Pożary lasów wywołane przez ten upadek rozprzestrzeniły się na co najmniej 6 km na północny zachód od miejsca uderzenia.
Oprócz skutków środowiskowych impakt ten miał wielkie znaczenie dla ludów zamieszkujących przyległe obszary. Sarema była zamieszkana od mezolitu, a uderzenie nastąpiło prawdopodobnie w epoce brązu, gdy populacja ludzka była już względnie duża. Opisy zjawisk, które prawdopodobnie są zapisem skutków upadku meteorytu, występują w folklorze ludów bałtycko-fińskich, a także w eposach Kalevala i Kalevipoeg. Według interpretacji Lennarta Meri, Sarema to wyspa Ultima Thule odwiedzona przez Pyteasza z Massalii, na której miejscowi mieli mu pokazać „grób, w który upadło martwe Słońce”; także inne klasyczne teksty historyczne (Tacyta, Apolloniusza Rodyjskiego) mogą odnosić się do pamięci o tym wydarzeniu.

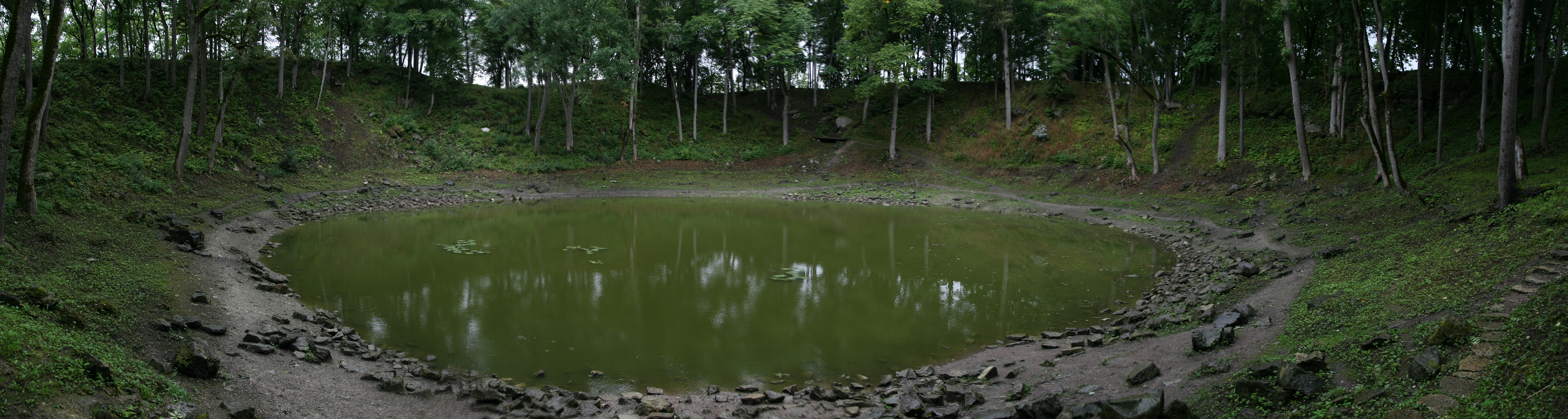
Panorama krateru